# Де Оливейра, Флавиа
Флавиа Де Оливейра (порт. Flávia de Oliveira; родилась 17 июля 1983, Лондрина) — бразильская топ-модель.
В модельном бизнесе с 2001 года, в котором подписала свой первый профессиональный контракт с агентством Ford Model Management. В дебютный год дефилирует на показах Yigal Azrouel, Giorgio Armani и Nina Ricci в Париже, Нью-Йорке и Милане. После этого на 4 года выпадает из виду, и в декабре 2005 года появиляется на обложке итальянского издания Vogue, возобновив модельную карьеру. К концу 2006 года входит в десятку самых высокооплачиваемых моделей мира согласно рейтингу авторитетного сайта style.com.
В различное время принимала участие в показах: Anne Klein, Armani, Blumarine, Borbonese, Cesare Paciotti, Dolce & Gabbana, El Corte Inglés, Elie Tahari, Gant, GAP, Goldenpoint, H&M, Iceberg, Laura Biagiotti, Kenneth Cole, Nina Ricci, Oscar de la Renta, Ralph Lauren, Ona Saez, Priscila Darlot, Rapsodia, Richmond, Russell & Bromley, Salvatore Ferragamo, Schutz, Tommy Hilfiger, Dior, Valentino, Missoni, Elie Saab, Chanel и других.
В 2006, 2007, 2008, 2010 и 2011 годах была приглашена на итоговый показ компании «Victoria’s Secret».